# Ectaetia nigronitida
Ectaetia nigronitida är en tvåvingeart som först beskrevs av Enrico Adelelmo Brunetti 1911.  Ectaetia nigronitida ingår i släktet Ectaetia och familjen dyngmyggor. Inga underarter finns listade i Catalogue of Life.